# Immunity
Immunity ist eine wissenschaftliche Fachzeitschrift, die vom Cell-Press-Verlag veröffentlicht wird. Die Zeitschrift erscheint derzeit mit zwölf Ausgaben im Jahr. Es werden Arbeiten veröffentlicht, die sich mit neuen Einblicken in die Funktion des Immunsystems beschäftigen.
Der Impact Factor lag entsprechend dem Journal Citation Report im Jahr 2021 bei 43,474. Das Journal ist eine der führenden Fachzeitschriften der Immunologie.